# Gran Premi di automobilismo prima del 1906
Convenzionalmente quello che viene considerato il primo Gran Premio automobilistico fu il Gran Premio di Francia 1906, tenutosi su circuito, ma le prime competizioni automobilistiche iniziarono nel 1878 e la prima gara regolamentata fu la Parigi-Rouen 1894.

## 1898

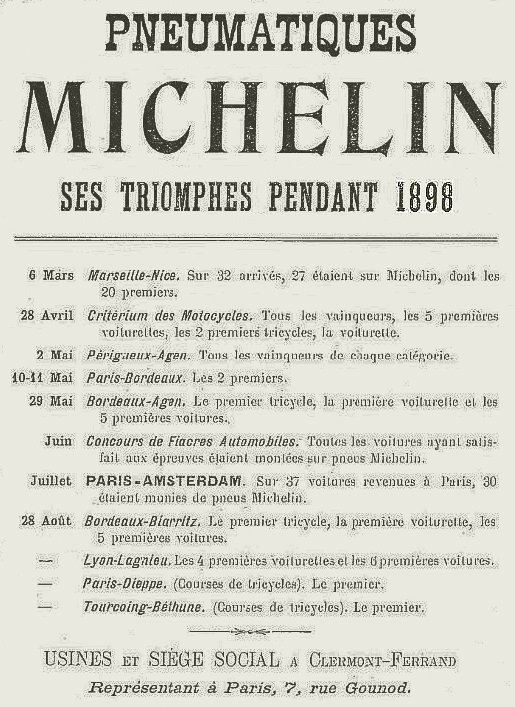
Il successo sportivo degli pneumatici Michelin nel 1898.

| Evento                                   | Data                | Pilota Vincitore  | Costruttore Vincitore | Resoconto |
| ---------------------------------------- | ------------------- | ----------------- | --------------------- | --------- |
| Marsiglia-Hyères-Nizza                   | 6-7 marzo           | Fernand Charron   | Panhard & Levassor    | Resoconto |
| Gara di Périgueux                        | 1º maggio           | Gustave Leys      | Panhard & Levassor    | Resoconto |
| Criteri degli allenatori                 | 11-12 maggio        | René de Knyff     | Panhard & Levassor    | Resoconto |
| Berlino-Potsdam-Berlino                  | 24 maggio           | Friedrich Greiner | Daimler               | Resoconto |
| Bordeaux-Agen                            | 29 maggio           | Henri Petit       | Peugeot               | Resoconto |
| Bruxelles-Castello di Ardenne-Spa        | 25-26 giugno        | Pierre de Crawhez | Panhard & Levassor    | Resoconto |
| Parigi-Amsterdam-Parigi                  | 7-13 luglio         | Fernand Charron   | Panhard & Levassor    | Resoconto |
| Torino-Asti-Alessandria-Torino           | 17 luglio           | Guido Ehrenfreund | Miari & Giusti        | Resoconto |
| Lione-Lagnieu                            | 24 luglio           | Kraentner         | ?                     | Resoconto |
| Lilla-Calais-Lilla                       | 31 luglio-1º agosto | Émile Kraeutler   | Peugeot               | Resoconto |
| Bordeaux-Biarritz                        | 20-21 agosto        | René Loysel       | Bollée                | Resoconto |
| Trafoi-Passo della Mendola               | 27-29 agosto        | Wilhelm Bauer     | Daimler               | Resoconto |
| Saint-Germain-Vernon-Saint-Germain       | 20 ottobre          | Alfred Levegh     | Mors                  | Resoconto |
| San Pietroburgo-Strel'na-San Pietroburgo | 24 ottobre          | Petr Belyaev      | Clément               | Resoconto |
| Rallye-Paper                             | 11 dicembre         | René de Knyff     | Panhard & Levassor    | Resoconto |

## 1902
| Evento                                     | Data         | Pilota Vincitore | Costruttore Vincitore | Resoconto |
| ------------------------------------------ | ------------ | ---------------- | --------------------- | --------- |
| Circuito del Nord                          | 15-16 maggio | Maurice Farman   | Panhard & Levassor    | Resoconto |
| * Coppa automobilistica Gordon Bennet 1902 | 26-28 giugno | Selwyn Edge      | Napier & Son          | Resoconto |
| Parigi-Vienna                              | 26-28 giugno | Marcel Renault   | Renault               | Resoconto |
| Circuito delle Ardenne                     | 31 luglio    | Charles Jarrott  | Panhard & Levassor    | Resoconto |
| Circuito di Francoforte 1902               | 31 agosto    | Wilhelm Werner   | Daimler Mercédès      | Resoconto |
| Criterium di Provenza                      | 14 settembre | Paul Chauchard   | Panhard & Levassor    | Resoconto |

(* sezione neutralizzata)

## 1903
| Evento                                   | Data       | Pilota Vincitore  | Costruttore Vincitore | Resoconto |
| ---------------------------------------- | ---------- | ----------------- | --------------------- | --------- |
| Parigi-Madrid*                           | 24 maggio  | Fernand Gabriel   | Mors                  | Resoconto |
| Circuito delle Ardenne                   | 22 giugno  | Pierre de Crawhez | Panhard & Levassor    | Resoconto |
| Coppa Rochet-Schneider                   | 25 giugno  | Willy Pöge        | Mercédès              | Resoconto |
| Coppa automobilistica Gordon Bennet 1903 | 2 luglio   | Camille Jenatzy   | Mercédès              | Resoconto |
| Circuito di Francoforte 1903             | 30 agosto  | Willy Pöge        | Mercédès              | Resoconto |
| Gara di Westend                          | 18 ottobre | Willy Pöge        | Mercédès              | Resoconto |

(* Fermata a Bordeaux)